# Kārdī Kolā
Kārdī Kolā (persiska: كاردی كُلای شَرقی, Kārdī Kolā-ye Sharqī, كاردی كلا) är en ort i Iran.   Den ligger i provinsen Mazandaran, i den norra delen av landet, 130 km nordost om huvudstaden Teheran. Kārdī Kolā ligger 77 meter över havet och antalet invånare är 656.
Terrängen runt Kārdī Kolā är platt åt nordost, men åt sydväst är den kuperad.Runt Kārdī Kolā är det tätbefolkat, med 286 invånare per kvadratkilometer. Närmaste större samhälle är Shīr Savār, 11,8 km norr om Kārdī Kolā. Trakten runt Kārdī Kolā består till största delen av jordbruksmark.